# Орендовський Віктор Михайлович
Ві́ктор Миха́йлович Орендо́вський — старший лейтенант Збройних сил України.

## Життєпис
В РА закінчував службу командиром батареї. Батько п'ятьох дітей.
З 26 серпня 2014-го — доброволець, Національна гвардія України. 18 жовтня підрозділ потрапив під мінометний обстріл. Під час виведення автомобілів з набоями з-під обстрілу не загинув жодний солдат, усі три офіцери зазнали поранень. Евакуювали Орендовського довго, джгут був на нозі більше 4 годин. В Лисичанську довелося зробити ампутацію.

## Нагороди
За особисту мужність і героїзм, виявлені у захисті державного суверенітету та територіальної цілісності України, вірність військовій присязі під час російсько-української війни
- нагороджений орденом «За мужність» III ступеня (25.3.2015).